# Gerhard Augst

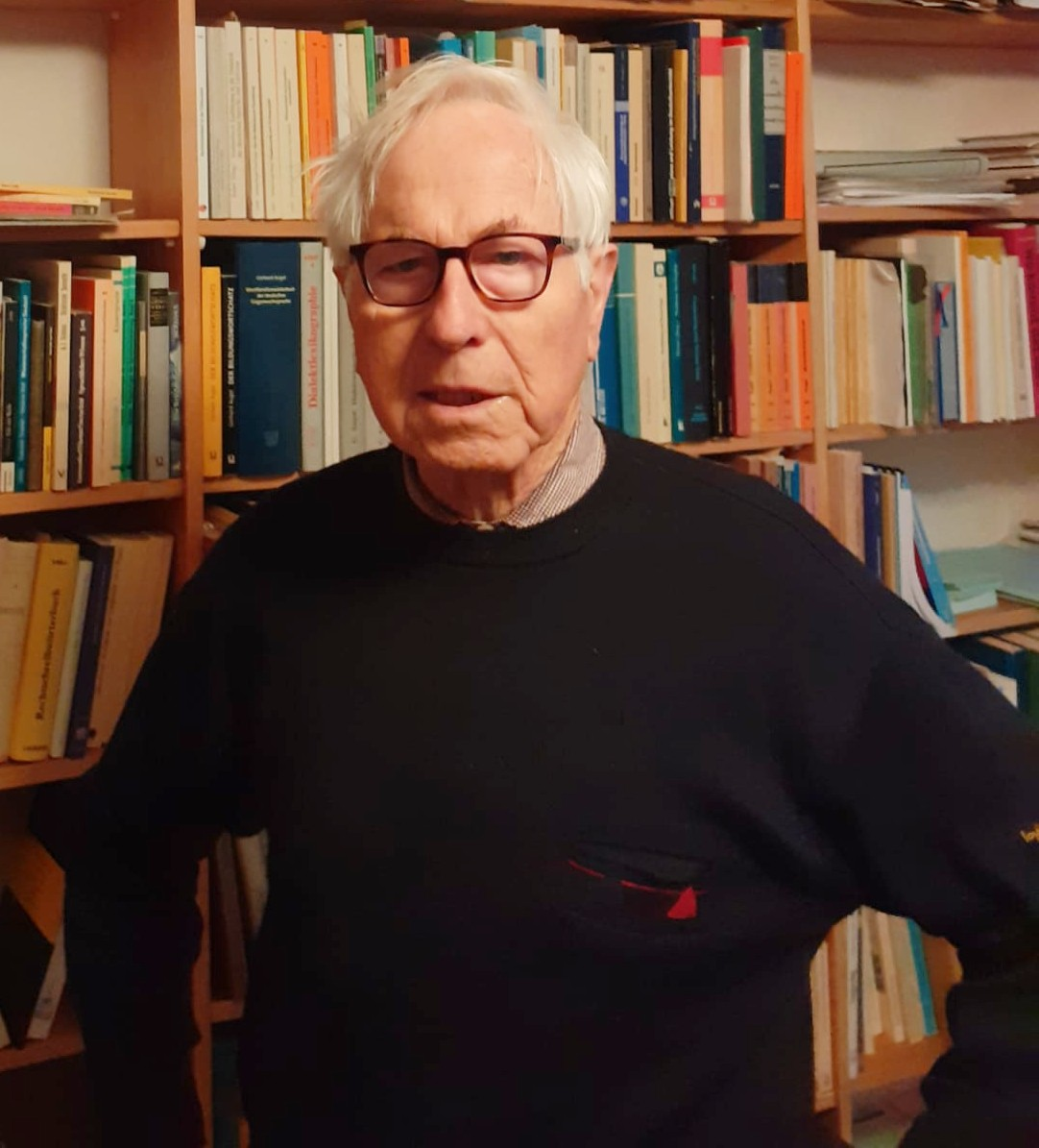
Gerhard Augst im Dezember 2023

Gerhard Augst (* 27. Juli 1939 in Altenkirchen (Westerwald)) ist ein deutscher Germanist. Seit 1973 ist er Professor für Germanistische Linguistik an der Universität Siegen. Nach seiner Emeritierung in Siegen war Augst bis 2019 als Lehrbeauftragter an der Justus-Liebig-Universität Gießen tätig.

## Leben
Gerhard Augst studierte Geschichte und Germanistik in Bonn und Mainz. 1966 legte er sein erstes Staatsexamen ab, 1969 wurde er an der Universität Mainz zum Dr. phil. promoviert mit der Arbeit „Haupt“ und „Kopf“. Eine Wortgeschichte bis 1550 und 1973 habilitierte er sich an der Universität Gießen, wo er im selben Jahr Ordinarius wurde. Augst ist evangelisch und verheiratet.

### Wissenschaftliches Wirken
Im Jahr 1973 wurde Augst ordentlicher Professor für Germanistik (am Lehrstuhl II) und Linguistik an der Gesamthochschule Siegen. Neben Schriften zur Orthografiereform und Etymologie befasste sich der in Biebertal lebende Augst auch mit den linguistischen Grundlagen zur Schreibung. 1986 entstand mit Peter Faigel eine Längsschnittstudie zur Textsortenkompetenz, 2007 eine weitere, die sich mit Erzählungs-, Berichts-, Argumentations-, Instruktions- und Beschreibungstexten im Grundschulalter beschäftigte. Diese Projekte legten die Grundlage für verschiedene weitere Referenzstudien. 2008 wurde ihm der Friedrich-Preis des Symposions Deutschdidaktik verliehen.
Sein Hauptforschungsgebiet ist der Wortschatz und das Wörterbuch in Theorie, Empirie und Didaktik, etwa zum Kinder- oder dem Schriftwortschatz. 1998 erschien in Zusammenarbeit mit anderen das Wortfamilienbuch der deutschen Gegenwartssprache, 2019 bereits emeritiert der Bildungswortschatz. In seiner Zeit als Lehrbeauftragter an der Universität Gießen beschäftigte er sich mit dem Deutschen als Fremdsprache und publizierte. Zudem beschäftigte er sich mit Dialektologie und brachte Wörterbücher zum Westerwälder Platt heraus, dem Dialekt seiner Heimat.

### Vorsitzender der Kommission für Rechtschreibfragen
Bekanntheit über sein wissenschaftliches Wirken hinaus erreichte er durch seine Beteiligung an der Reform der deutschen Rechtschreibung von 1996. Seit 1979 war Augst Mitglied der Kommission für Rechtschreibfragen am Institut für Deutsche Sprache, seit 1990 deren Vorsitzender. Schon im Jahre 1982 gab Augst den Weg für die spätere Durchsetzung der Rechtschreibreform vor. Im Jahre 1996 war er schließlich zusammen mit seinen Mitstreitern Karl Blüml, Klaus Heller, Jakob Ebner und Horst Sitta dabei, als am 1. Juli in Wien die Gemeinsame Absichtserklärung zur Neuregelung der deutschen Rechtschreibung unterzeichnet wurde. Anschließend war er Mitglied und Vorsitzender der von 1997 bis 2004 bestehenden Zwischenstaatlichen Kommission für deutsche Rechtschreibung.

## Veröffentlichungen (Auswahl)
- Rechtschreibung mangelhaft? 1974.
- als Hrsg.: Lexikon zur Wortbildung – Morpheminventar. 3 Bände. 1975.
- Spracherwerb von sechs bis sechzehn. 1978.